# Hällsjön, Smedjebackens kommun
Hällsjön eller Södra Hällsjön är en by i Smedjebackens kommun, omkring 15 km söder om Ludvika och 25 km sydväst om Smedjebacken. 

## Historisk kraftöverföring
Hällsjöns kraftstation har blivit känt genom utvecklingen av växelströmsöverföringar. År 1893 invigdes världens första kommersiella kraftöverföring för växelström mellan kraftstationen i Hällsjön och Grängesbergs gruvor. Vattenkraften hämtades från Vasselsjön och så är det fortfarande. Via en cirka 450 meter lång ståltub och en fallhöjd av 44 meter matas dagens kraftverk med vatten från sjön. 
Ursprungligen skulle elkraften mata lampor, pumpar och motorer i Grängesbergsgruvan. Överföringens längd var 15 km och nära 300 kW överfördes med en spänning om 9,5 kV. Kraftförlusterna var ca 30 %. Ingenjörerna Jonas Wenström och Ernst Danielson var tillsammans med ingenjörsfirman Qvist & Gjers ansvariga konstruktörer för anläggningen som var i drift till 1912. Detta var en helt ny och förut oprövat användning av elektrisk energi, innan dess fanns bara så kallade stånggångar att tillgå, något som bara fungerade på kortare sträckor.
Den ursprungliga stationen revs 1912 och är sedan länge nybyggd och ombyggd, men vissa delar av den ursprungliga byggnaden finns kvar. Idag (2019) ägs och drivs Hällsjöstationen av VB Kraft som ägs av Ludvika kommun. Normal årsproduktion ligger vid 2000 MWh.

## Bilder

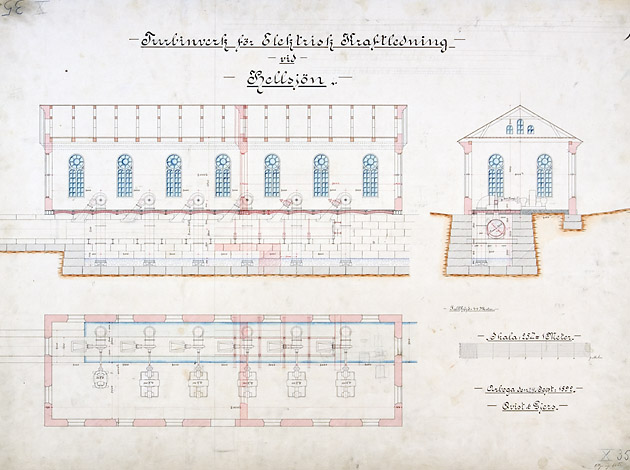
Turbinverk för elektrisk kraftledning vid Hellsjön. Ritning av Qvist & Gjers, 1892.
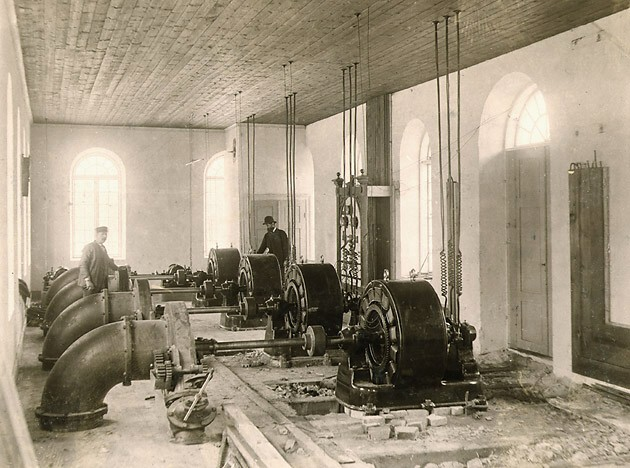
Interiör av Hellsjöns kraftstation 1893
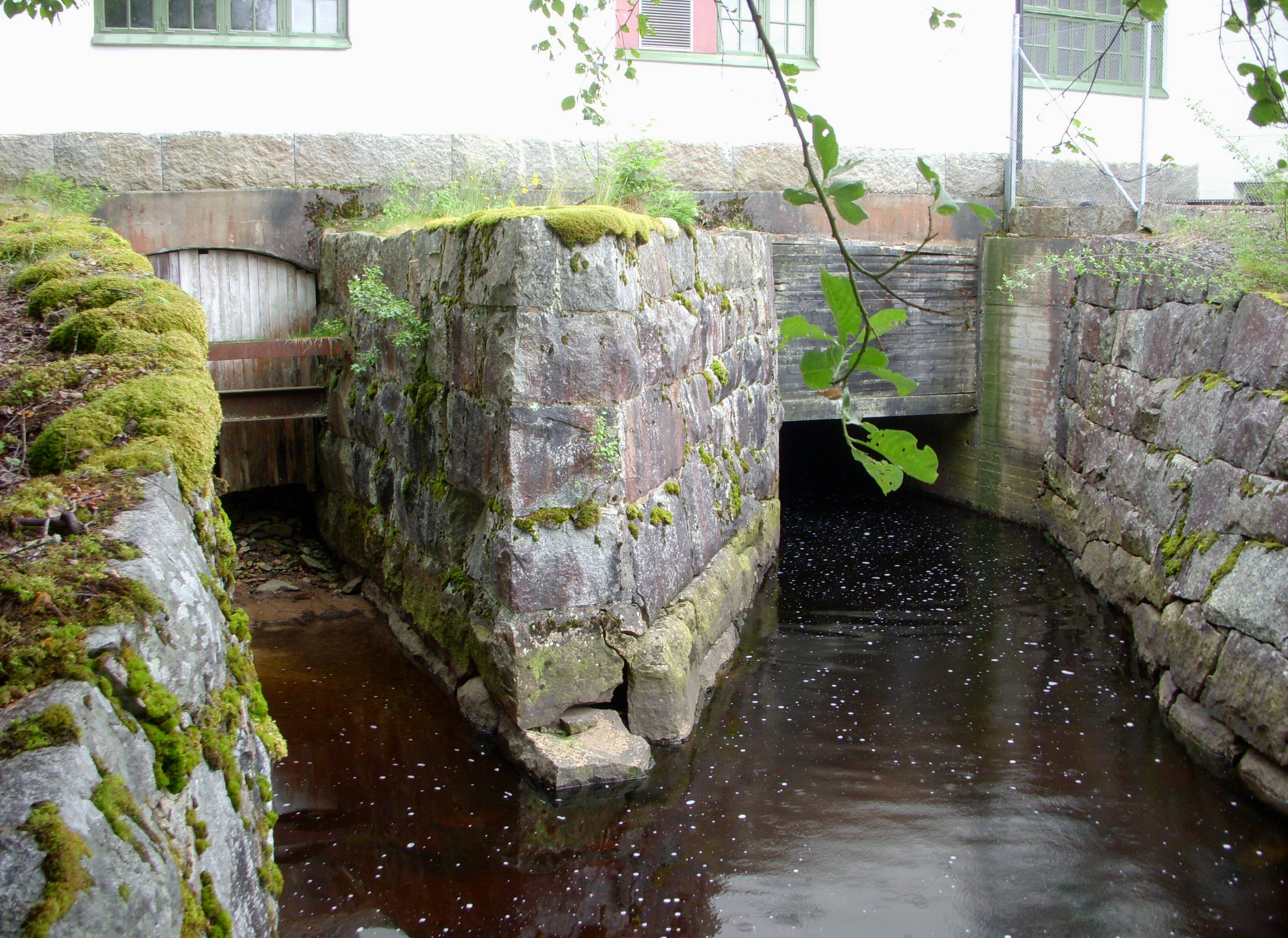
Utloppet från Hällsjöstationen 2009
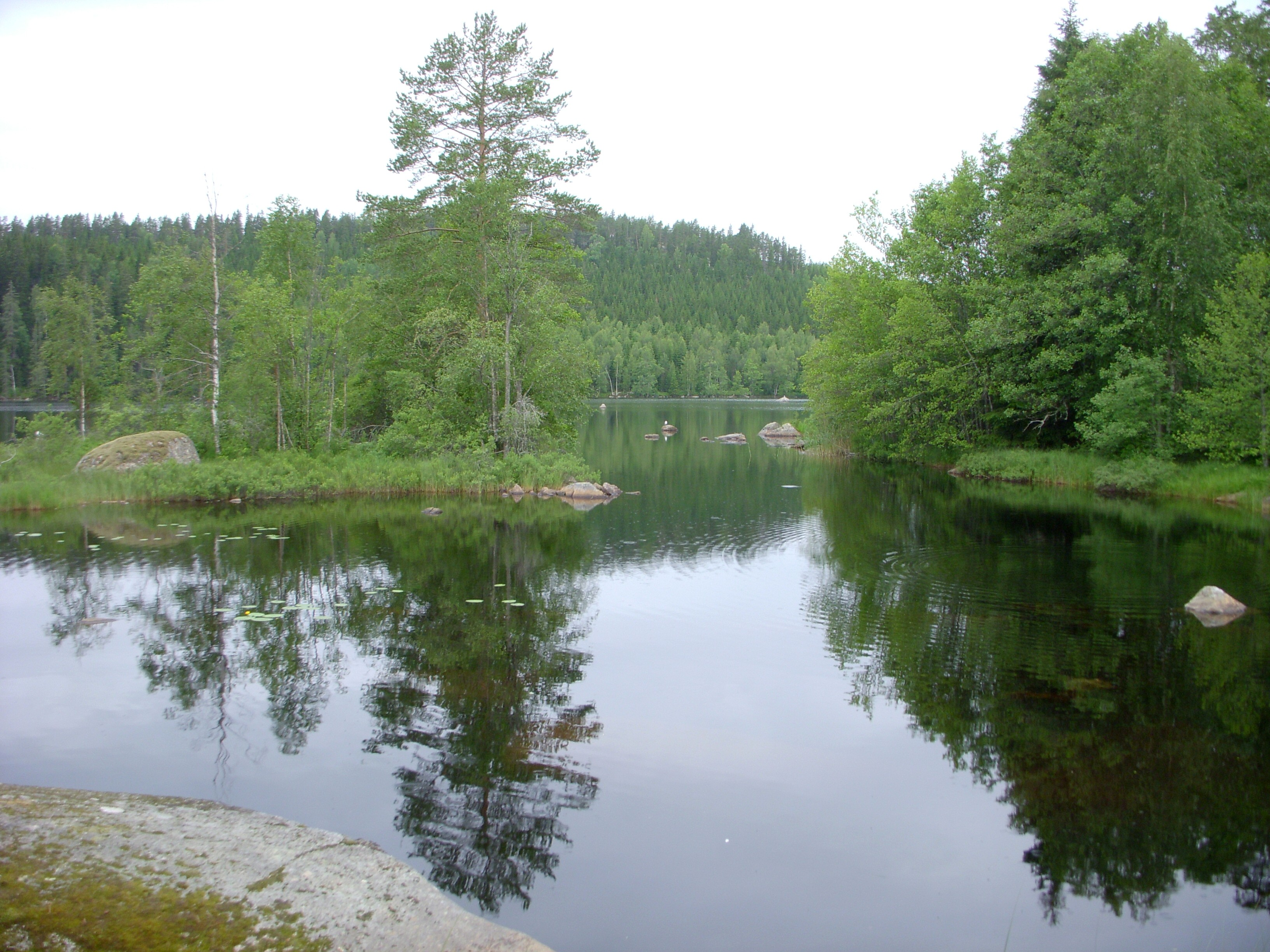
Vasselsjön sommaren 2009